# Ulrich Seidl
Ulrich Seidl (ur. 24 listopada 1952 w Wiedniu) – austriacki reżyser, scenarzysta i producent filmowy.
Autor nagradzanych i wysoko cenionych filmów fabularnych i dokumentalnych. Międzynarodowy rozgłos i uznanie zdobył dzięki filmowi Upały (2001), który wyróżniono drugą nagrodą Grand Prix na 58. MFF w Wenecji.

## Filmografia
- 1980 – Metr czterdzieści (Einsvierzig)
- 1982 – Bal (Der Ball)
- 1990 – Good News: o roznosicielach gazet, martwych psach i innych wiedeńczykach (Good News: Von Kolporteuren, toten Hunden und anderen Wienern)
- 1992 – Spodziewane straty (Mit Verlust ist zu rechnen)
- 1994 – Ostatni prawdziwi mężczyźni (Die letzten Männer)
- 1995 – Obrazy na wystawie (Bilder einer Ausstellung)
- 1995 – Zwierzęca miłość (Tierische Liebe)
- 1997 – Serdeczny przyjaciel (Der Busenfreund)[1]
- 1998 – Zabawa bez granic (Spass ohne Grenzen)
- 1998 – Modelki (Models)
- 2001 – Upały (Hundstage)
- 2002 – Stan narodu (Zur Lage)
- 2003 – Jezu, Ty wiesz (Jesus, Du weisst)
- 2006 – Bracia, weselmy się (Brüder, laßt uns lustig sein)
- 2007 – Import/Export
- 2012 – Raj: miłość (Paradies: Liebe)
- 2012 – Raj: wiara (Paradies: Glaube)
- 2013 – Raj: nadzieja (Paradies: Hoffnung)
- 2014 – W piwnicy (Im Keller)
- 2016 – Safari
- 2022 – Rimini

## Nagrody
- 1993 – Nagroda Specjalna Jury na IDFA w Amsterdamie za film Spodziewane straty
- 1999 – nagroda publiczności na MFF w Sarajewie za film Modelki
- 2001 – Gijón Grand Prix Asturias na MFF w Gijón za film Upały
- 2001 – Grand Prix na 58. MFF w Wenecji za film Upały
- 2002 – Nagroda Jury na MFF w Bergen za film Upały
- 2003 – Karlovy Vary Best Feature Documentary na MFF w Karlowych Warach za film Upały
- 2007 – Grand Prix - Złota Morela na MFF w Erywaniu za film Import/Export

Nominacje:
- 2007 – Złota Palma na 60. MFF w Cannes za film Import/Export
- 2012 – Złota Palma na 65. MFF w Cannes za film Raj: miłość